# Strangalia sinaloae
Strangalia sinaloae là một loài bọ cánh cứng trong họ Cerambycidae.